# ISAKMP
ISAKMP (англ. Internet Security Association and Key Management Protocol, Інтернет протокол асоціацій безпеки та керування ключами) — протокол TCP/IP стеку, визначений RFC 2408 для встановлення асоціацій безпеки (SA, Security Association) та обміну криптографічними ключами в Інтернет-середовищі.
ISAKMP забезпечує лише схему аутентифікації та обміну ключами і призначена для того, щоб бути ключовою незалежною; такі протоколи, як Internet Key Exchange та Kerberised Internet Negotiation Keys надають аутентифікований матеріал для використання з ISAKMP. Наприклад: IKE описує протокол, що використовує частину Oakley та частину SKEME спільно з ISAKMP, для отримання автентифікованого матеріалу для використання з ISAKMP, а також для інших асоціацій безпеки, таких як AH та ESP для IETF IPsec DO